# Asintado
Asintado es una telenovela filipina producida por Dreamscape y transmitida por ABS-CBN desde el 15 de enero hasta el 5 de octubre de 2018.
Protagonizada por Julia Montes y Paulo Avelino, con las participaciones antagónicas de Shaina Magdayao, Lorna Tolentino y Nonie Buencamino. Cuenta además con las actuaciones estelares de Aljur Abrenica, Cherry Pie Picache y Agot Isidro.

## Elenco
- Julia Montes – Juliana "Ana" Dimasalang / Juliana Ramirez
- Shaina Magdayao – Samantha del Mundo / Katrina Ramirez
- Paulo Avelino – Gael Ojeda
- Aljur Abrenica – Alexander "Xander" Guerrero
- Lorna Tolentino – Miranda Ojeda
- Cherry Pie Picache – Celeste Ramos
- Agot Isidro – Hillary del Mundo
- Nonie Buencamino – Sen. Salvador del Mundo
- Empress Schuck – Monalisa "Mona" Calata
- Arron Villaflor – Ramoncito "Chito" Salazar
- Louise de los Reyes – Yvonne Calata
- Gloria Sevilla – Puring Dimasalang
- Julio Diaz – Melchor
- Ronnie Quizon
- Chokoleit – Gracia
- Karen Reyes – Emmy Gomez
- Ryle Paolo Santiago – Jonathan "Tantan" Dimasalang
- Lito Pimentel – Vicente Dimasalang
- Myel de Leon – Juliana Ramirez / Juliana "Ana" Dimasalang (niña)
- Jana Casandra Agoncillo – Katrina Ramirez / Samantha del Mundo (niña)
- Miguel Diokno – Gael Ojeda (niño)
- Luis Alandy – Robert Ramirez
- Tanya Garcia – Criselda Ramirez
- Mari Kaimo – Sen. Arturo Galvez
- Art Acuña – Gregorio Calata
- Christian Vasquez – Eric Salazar
- Bing Davao – Vice Presidente Montemayor
- Teroy Guzmán – Sen. Reynoso
- Nor Domingo – Berto
- Hannah Ledesma – Rowena Barrios